# Eingabe (Computer)
Die Eingabe (englisch input) eines Computerprogramms ist das, was es zu seiner Ausführung benötigt. Der Begriff Eingabe bezeichnet dabei sowohl die Daten als auch den Vorgang, mit dem diese an das Programm übergeben werden. Der Begriff bezeichnet auch innerhalb eines Programms die Übergabe von Daten an dessen Teilstrukturen wie Funktionen, Prozeduren oder Operationen über Parameter, die dann Eingabeparameter genannt werden.
Die Eingabe erfolgt entweder direkt über ein Eingabegerät wie Maus oder Tastatur, oder es werden Daten aus einer Datei eingelesen oder über ein Computernetz von einem anderen Computer übertragen.
Die Begriffe Eingabe, Verarbeitung und Ausgabe sind grundlegend für die elektronische Datenverarbeitung und werden als EVA-Prinzip bezeichnet. Alle gängigen Programmiersprachen definieren daher eine Standardeingabe, die normalerweise mit der Tastatur vorbelegt ist, jedoch auch anders zugewiesen werden kann.